# Templo de Qixia
El Templo de Qixia (en chino 栖霞寺; romanizado: Qīxiá Sì) es un templo budista ubicado en la colina Qixia, en la zona oriental del pico Fengxiang, en el distrito suburbano de Qixia en Nankín, provincia Jiangsu, República Popular China, a 22 kilómetros al noreste del centro de Nankín. 

## Historia
Construido el año 489, el séptimo año de la era Yongming de la dinastía Qi del sur, el templo es conocido por su vasta colección de arte visual y escultural budista, en sus jardines. Estos consisten de pagodas, murales y obras de arte que se remontan al siglo X.
Es también uno de los 480 templos de la dinastía Nan. Puesto que este templo albergó autoridades importantes de cada generación, y dado que ellos difundieron las tres teorías del budismo, este sitio se convirtió en la casa ancestral de las "tres teorías del budismo".
Cerca del templo, en las laderas de la colina Qixia, está "Las cuevas de los mil Budas", una gruta que alberga una gran cantidad de esculturas de Buda.

## Descripción

### Pagoda de las Reliquias de Buda
La Pagoda de las Reliquias de Buda se encuentra al sureste de la colina Qixia. Fue construida en el año 601 y destruida en la dinastía Tang. En 945 fue reconstruida por el emperador de la dinastía Tang del sureste, Li Jing.
La Pagoda es una estructura de cinco plantas con forma de octágono. Tiene 18 metros de altura, y está cimentada en un estilóbato de dos pisos con labrados de olas, grupos de peces y manzanas silvestres florecientes.

## Galería

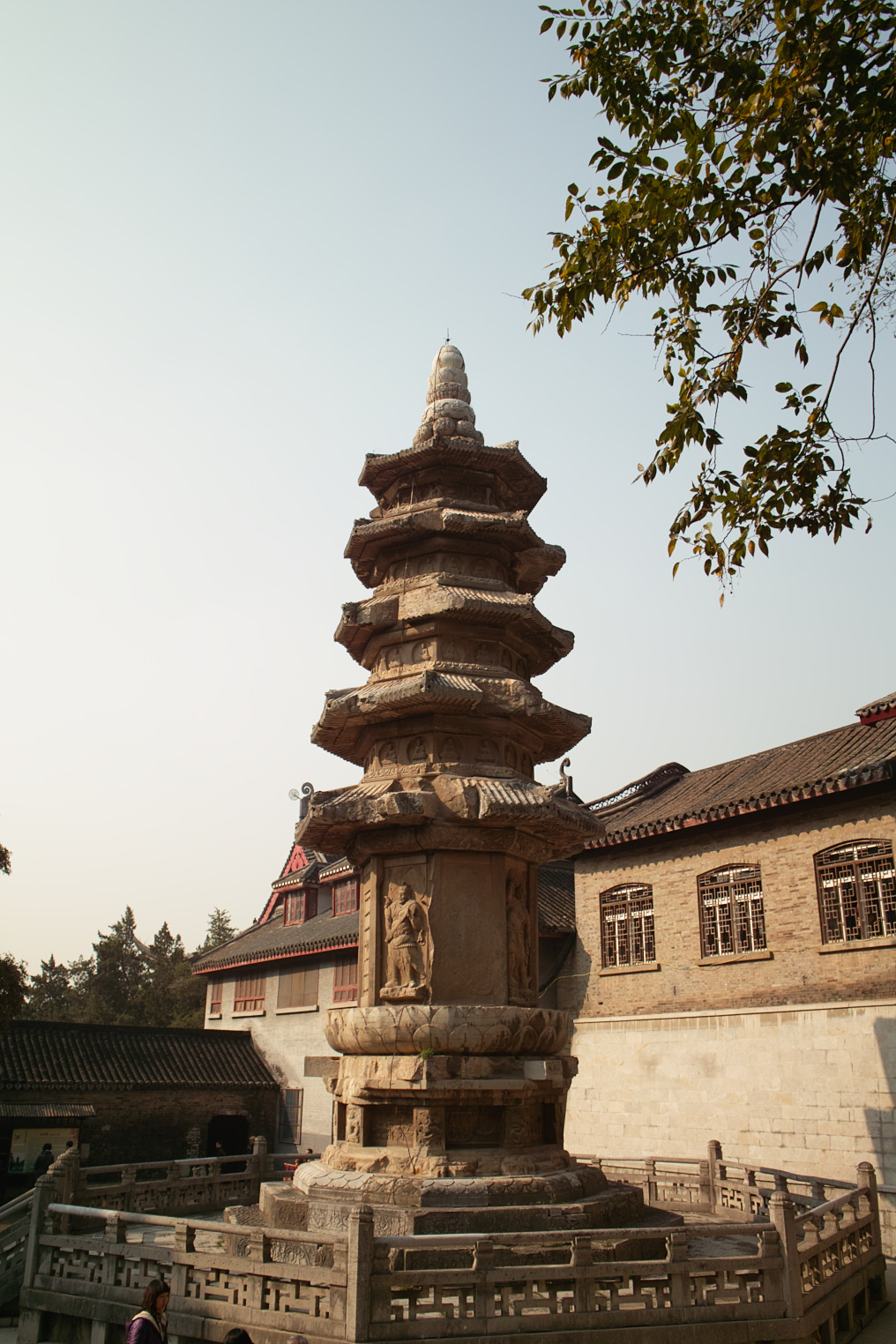
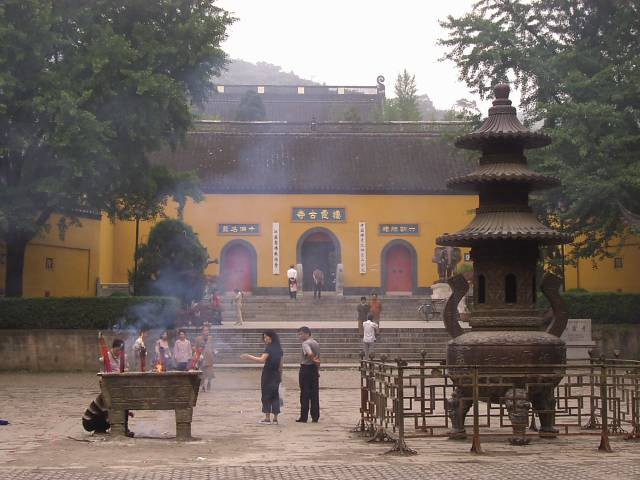
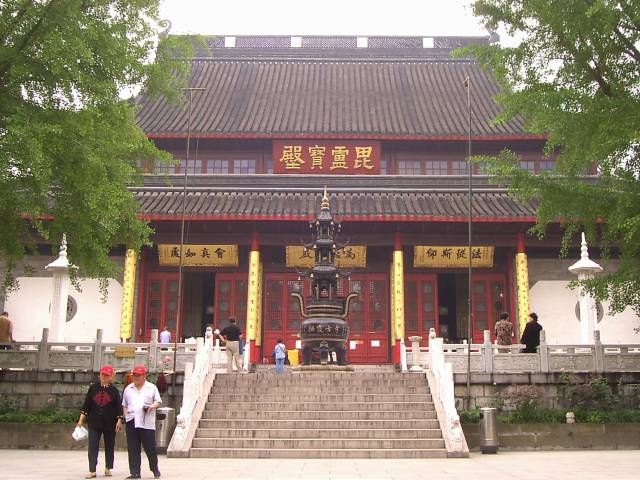
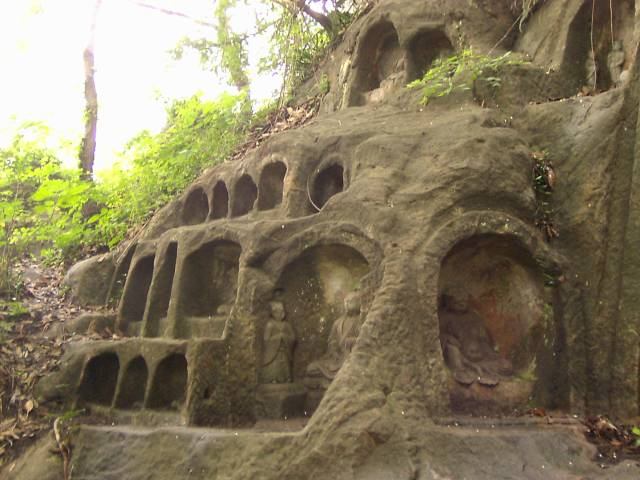